# Altes Zollhaus (Crail)

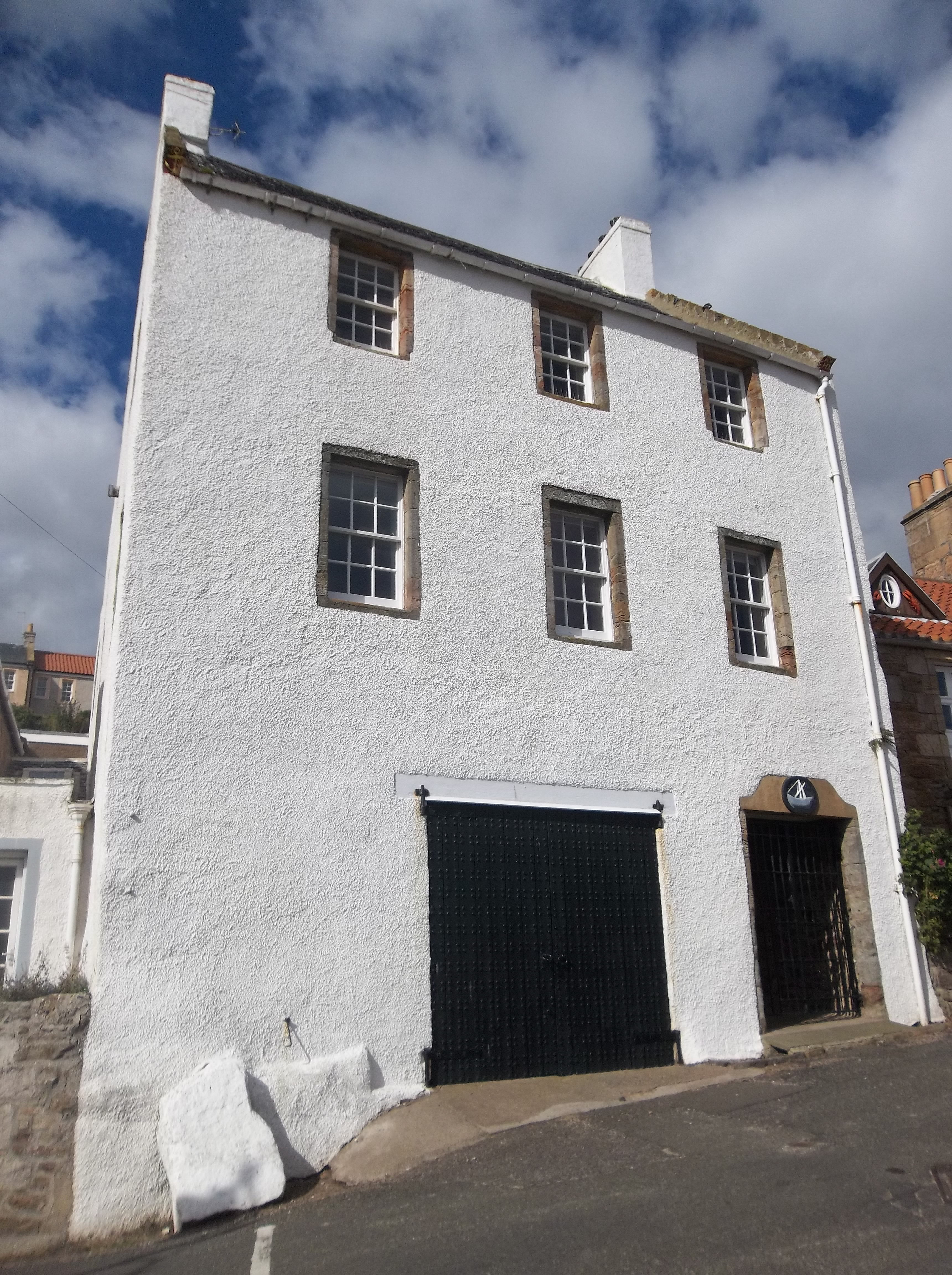
Altes Zollhaus von Crail

Das Alte Zollhaus von Crail befindet sich in der schottischen Ortschaft Crail in der Council Area Fife. 1972 wurde das Bauwerk als Einzeldenkmal in die schottischen Denkmallisten in der höchsten Denkmalkategorie A aufgenommen.

## Beschreibung
Das Zollhaus steht direkt am Crail Harbour im Südwesten von Crail an der Nordküste des Firth of Forth. Es stammt aus dem späten 17. Jahrhundert. Das hohe, dreistöckige Gebäude weist einen L-förmigen Grundriss auf. Die Fassaden des Bruchsteinbaus sind mit Harl verputzt. Die Natursteineinfassungen sind farblich abgesetzt. An dem Sturz oberhalb des Torwegs rechts ist ein skulpturiertes Schiff zu finden. Links führt ein zweiflügliges Tor zu einem ehemaligen Lagerraum, der heute als Garage genutzt wird. Unter dem Dach befindet sich ein weiterer Lagerraum. Das schiefergedeckte Dach ist als Schleppdach über einen flachen Anbau fortgeführt. Die Giebel sind als schlichte Staffelgiebel gestaltet. Das alte Zollhaus befindet sich heute im Besitz der National Trust for Scotland.